# ویلی اسخرودرس
ویلی اسخرودرس (انگلیسی: Willy Schroeders; ۹ دسامبر ۱۹۳۲ – ۲۸ اکتبر ۲۰۱۷) دوچرخه‌سوار اهل بلژیک بود.
از باشگاه‌هایی که در آن بازی کرده‌است می‌توان به تیم دوچرخه‌سواری فائما اشاره کرد.